# Nomada zonalis
Nomada zonalis là một loài Hymenoptera trong họ Apidae. Loài này được Schwarz mô tả khoa học năm 1990.